# Mollisinopsis filicis
Mollisinopsis filicis är en svampart som beskrevs av Arendh. & R. Sharma 1984. Mollisinopsis filicis ingår i släktet Mollisinopsis och familjen Helotiaceae.   Inga underarter finns listade i Catalogue of Life.